# Livre de cuisine

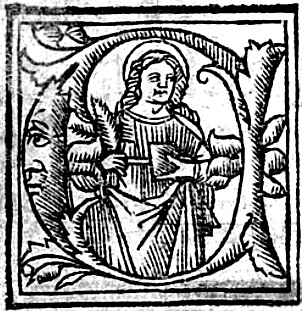
Enluminure, C de composé par le diligent Maître Robert Coch du Seigneur Sérénissime Don Ferrando Rey de Naples (1520).

Un livre de cuisine est un recueil de recettes ou de considérations gastronomiques.
L'histoire de la cuisine depuis 400 000 ans a été une traduction de gestes et un répertoire d'aliments consommables ; l'archéologie des « déchets » ménagers a ouvert récemment une nouvelle porte après les enluminures et les chansons de geste, après les hiéroglyphes et autres symboles.
Il est visiblement parfois difficile de séparer dans le livre de cuisine ce qui tient des tableaux transcrivant des croyances sur le corps et des éléments du monde extérieur absorbés par l'homme : ce qui appartient à l'alimentation et ce qui appartient à la médecine. La tendance religieuse y fait pour beaucoup, la philosophie aussi basée sur la connaissance de l'univers. Et la notion de groupe ayant la même culture a abouti au livre de cuisine qualifiée: Cuisine impériale - royale - bourgeoise, livre où on décrit le repas et son étiquette.
Le livre de cuisine est un document qui concerne une époque et un lieu.
Le livre de cuisine est aussi dans l'économie moderne ce qui va comme mode d'emploi de divers ustensiles fabriqués par l'industrie, après la révolution de l'électricité.

## Histoire
En Occident, les premiers textes sur l'art culinaire remontent au Grec Archestrate, au IVe siècle av. J.-C. Selon Athénée, dans Les Deipnosophistes, il aurait réalisé plus de mille ouvrages sous la forme de poèmes autour de l'art culinaire. Seuls quelques fragments sont parvenus jusqu'à nous.
De l'Antiquité romaine, De re coquinaria d’Apicius est le premier livre de cuisine qui nous soit parvenu dans son intégralité. C'est une collection de recettes classées par ingrédients et par plats. Cet ouvrage est connu grâce aux copies faites pendant le haut Moyen Âge. Copié et recopié d'innombrables fois, il est édité tout au long des siècles. Dans l'histoire culinaire, aucun livre de cuisine ne bénéficiera d'un tel rayonnement.
Au XIIIe siècle, la tradition des écrits culinaires renaît avec les premiers réceptaires (registres de recettes).
La cuisine ne se fait plus en plein-air après les Egyptiens; les Romains dans leur domus ont établi la disposition architecturale des lieux de service avec la cuisine et le cellier-office, et des lieux d'habitat dont la salle à manger. Cette disposition est conservée au Moyen Âge dans les demeures.
À partir des XIVe et XVe siècles, l'usage du papier va permettre la diffusion des premiers livres de cuisine médiévaux. Le livre de cuisine médiéval est une compilation de recettes issues de la tradition orale ou des anciens réceptaires. Il s'insère le plus souvent dans un ouvrage à vocation plus large où il côtoie des considérations sur l'astrologie, la médecine ou l'agronomie. Avec la découverte de l'imprimerie apparaissent les premiers ouvrages des grands maîtres queux.
Au XIXe siècle, le livre permet de donner des quantités pour les ingrédients et décrit les gestes opératoires. L'époque est déclarée « moderne » et reprenant les traditions mais avec les nouvelles techniques et machines.
L'hygiène déjà présente avec les édit royaux concernant les empoisonnements se traduit dans les livres professionnels par les soins d'entretien du matériel et la conservation des mets en chambre froide à l'office. Le livre contient des gravures d'appareils chauffants « qui peuvent être présentés à des fabricants » pour fournir localement l'aménagement des cuisines modernes.
À la belle époque en Occident les livres de cuisine deviennent des repères entre la cuisine bourgeoise d'origine populaire et la cuisine des grandes tables aristocratiques, cuisine pays par pays. Ces livres sont des guides de savoir-vivre où on explique ce qui est coupé à la cuisine, à l'office et ce qui est coupé en salle. Le travail en cuisine est fait par des brigades que le chef-cuisinier organise.

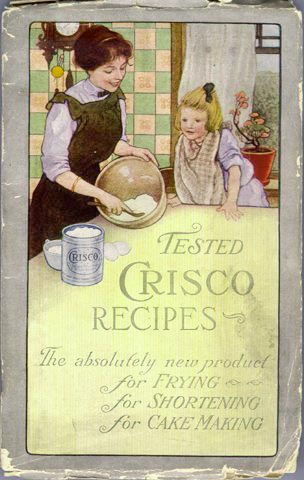
Livre de cuisine américain (1912).

La société de consommation fait évoluer le livre de cuisine comme étant un livre de science plus exacte de la recherche de la saveur et de la couleur des mets; les livres pour obtenir le diplôme C.A.P requis dans l'hôtellerie-restauration prennent une forme d'enseignement plus strict (avec usage des appareils électriques etc.)
Dans les années 1970, l'usage des livres de cuisine devient de plus en plus courant. Les femmes travaillant de plus en plus en dehors du foyer, les livres de cuisine ont pris le relais de la transmission orale familiale dans l'apprentissage de la cuisine. Les livres de cuisine présentaient jusqu'alors les recettes des différentes régions françaises, sur du papier plutôt épais et souvent sans photo.
Plus récemment, le livre de cuisine a évolué et est devenu un des succès de l'édition. Il s'est enrichi de photos et suit les modes culinaires : verrines, cuillères, épices, type de cuisson etc. Les recettes sont adaptées à tous les niveaux de cuisine et s'éloignent parfois des grandes recettes classiques, afin de répondre aux exigences des lecteurs à la recherche de simplicité, de rapidité, d'originalité, ou de leur part d'un questionnement sur leur culture d'origine. Le nombre de titres de livres de cuisine a considérablement augmenté dans les années 1990 et 2000, tandis que le tirage moyen des livres baissait. Au XXe siècle, chacun peut éditer son livre de recettes grâce à internet, le recevoir en quelques exemplaires et l'offrir ou le vendre. Ce succès des petits tirages n'a pas empêché le succès de grands classiques culinaires.
La cuisine s'étant mondialisée avec l'accès aux « territoires lointains » au XXe siècle, la description des recettes aboutissant à la consommation actuelle au XXIe siècle est recherchée par des cuisiniers mais aussi par des anthropologues, le but n'est pas le même: il ne s'agit pas d'« assouvir la gourmandise » mais de mettre en répertoire savant des traditions qui se déplacent, comme pour tous les arts produisant des artefacts.

## Livres de cuisine importants ou célèbres

### En sanskrit
- Bhagavad-Gītā ou भगवद्गीता  (certaines pratiques diététiques sont décrites au chapitre 17, versets 8-10), entre le Ve et le IIe siècle av. J.-C..
- Bhojana Kutuhala (plutôt à propos de la diététique), de Raghunatha, aux environs de 1675 et 1700.

### En grec
- Le Kosmètikon ou Κοσμητικῷ (plutôt thérapeutique, mais les livres III et IV abordent aussi l'alimentation[8]), attribué à Cléopâtre VII, aux environs du Ier siècle av. J.-C..
- Les Deipnosophistes (particulièrement le livre I, concernant la littérature gastronomique[9]) d'Athénée, début du IIIe siècle.

### En latin

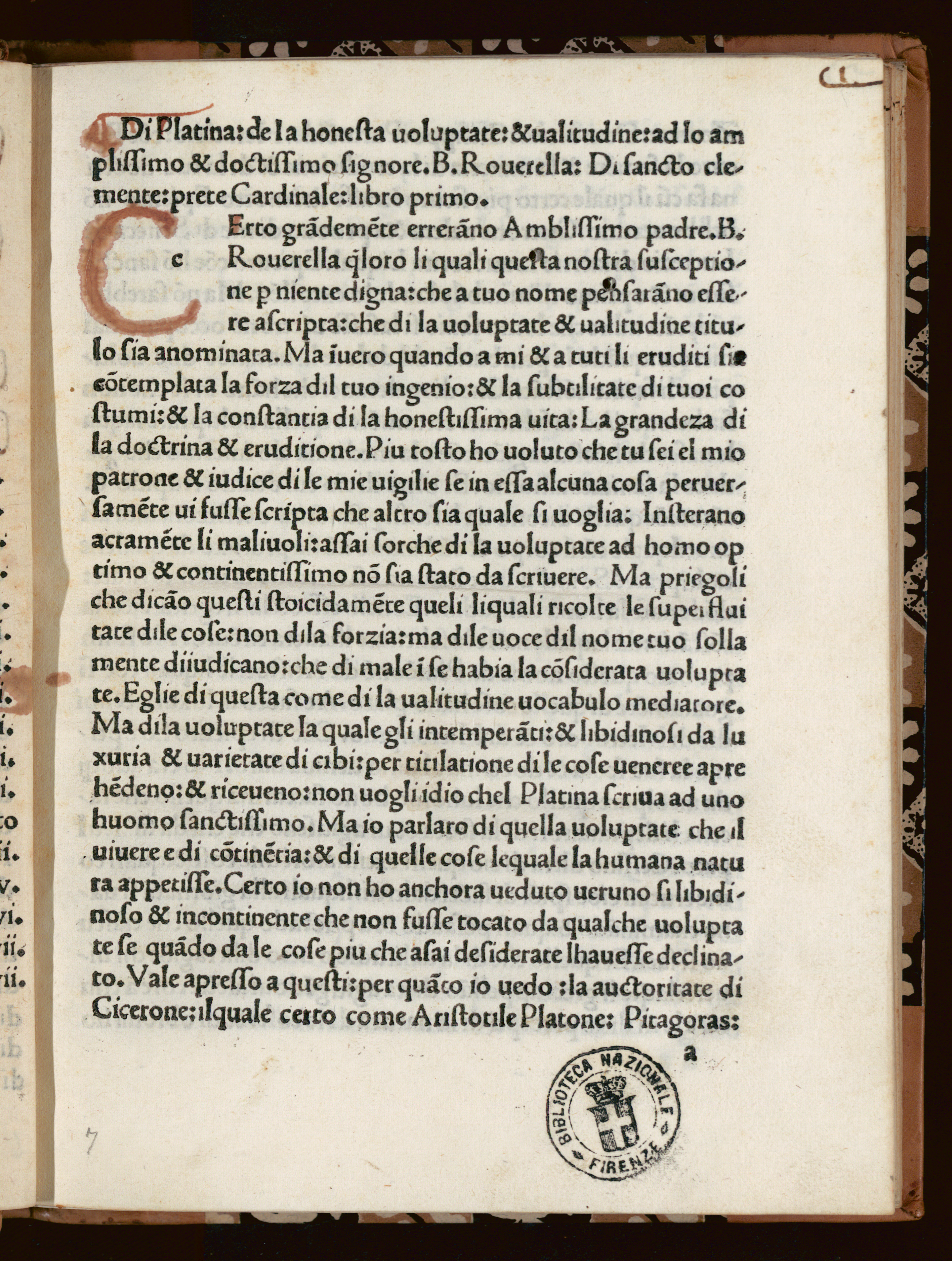
Page de De honesta voluptate et valitudine de Bartolomeo Sacchi, premier livre de cuisine imprimé de l’histoire (1472).

- site Google-Livre lire en ligne p.216-227 sur Google Livres, (la) « Gallica-BNF »
- (la) « Libellus de arte coquinaria », xiiie siècle, (la) « Gallica-BNF »

### En latin et danois
- anonyme, « Libellus de arte coquinaria », xiiie siècle (consulté le 13 décembre 21)

### En italien
- Libro della Mensa dei Priori di Firenze, 1344-1345.
- Libro di cucina/ Libro per cuoco, 14émé/15éme siècles, (Anonimo Veneziano)[11].
- Anonimo toscano, fin XIVe XVe siècles.
- Anonimo napoletano, post 1450.
- Libro de Arte Coquinaria, Maestro Martino da Como, 1456
- De honesta voluptate et valitudine, de Bartolomeo Sacchi (dit « Platine »), vers 1465.
- Banchetti, composizioni di vivande et apparecchio generale ,Cristoforo Messi dit Sbugo, 1549, (Venise, à titre posthume).
- La Singolar dottrina, Domenico Romoli, dit Panunto, 1560, (Venise).
- Opera: Larte et Prudenza dun Maestro Cuoco, Bartolomeo Scappi, 1570.
- Il trinciante, Vincenzo Cervio, 1581, (Venise).
- Dello scalco, Giovanni Battista Rossetti, 1584, (Ferrara).
- Dialogo del trinciante, Cesare Evitascandali, 1609, (Roma).
- Lo scalco prattico di Vittorio Lancellotti da Camerino all'illustrissimo… card. Ippolito Aldobrandino, Vittorio Lancellotti, 1627, (Roma).
- Lucerna de corteggiani, Giovan Battista Crisci, 1634.
- Discorso del trinciante, Antonio Frugoli, 1638, (Roma).
- Pratica e scalcaria, Antonio Frugoli, 1638, (Roma).
- Gelatine, Torte e Altro dedicato al Marchese Ottavio Gonzaga, Bartolomeo Stefani, 1662.
- Scalco alla moderna, ovvero l’arte di ben disporre i conviti, Antonio Latini, 1692-1694.
- Cuoco piemontese perfezionato a Parigi, anonyme, 1766, (Torino).
- Il Cuoco Galante, Vincenzo Corrado, 1773.
- Credenziere del Buon Gusto, Vincenzo Corrado, 1778.
- L’Apicio Moderno, ossia l'arte di apprestare ogni sorta di vivande, Francesco Leonardi, 1790.
- La nuovissima cucina economica, Vincenzo Agnoletti, 1814, (Roma).
- Nuovo cuoco milanese economico, Giovan Felice Luraschi, 1829.
- Cucina teorico-pratica, Ippolito Cavalcanti, 1837, (Napoli).
- Trattato di cucina, Pasticceria moderna, Credenza e relativa Confettureria, Giovanni Vialardi, 1854, (Torino).
- Il Confetturiere, l'Alchimista, il Cuciniere piemontese di Real Casa Savoia, Teofilo Barla, 1854, (Torino).
- La Scienza in cucina e l'Arte di mangiar bene, Pellegrino Artusi, 1891.
- Il talismano della felicità, Ada Boni, 1929.
- Il cucchiaio d'argento, collectif, 1950.

### En arabe
- Le Livre des plats ou كتاب الطبيخ (Kitab al-Ṭabīḫ), de Ibn Sayyar al-Warraq, Xe siècle
- Le Livre des plats, de Muhammad bin Hasan al-Baghdadi, 1226.

### En français
- Enseingnemenz qui enseingnent a apareillier toutes manieres de viandes, fin XIIIe-début XIVe siècle.
- Viandier de Taillevent, début XIVe siècle.
- Ménagier de Paris, 1392-1394.
- Ouverture de cuisine, Lancelot de Casteau, 1604.
- Le cuisinier François, François Pierre de La Varenne, 1651, (Paris), 1682; (Bologne à titre posthume).
- Le Cuisinier, Pierre de Lune, 1656.
- Le Nouveau et Parfait cuisinier, Pierre de Lune, 1668.
- L'Art de bien traiter, L. S. Robert, 1674.
- La Maison réglée, Audiger, 1692.
- Nouvelle Instruction pour les confitures, les liqueurs et les fruits, François Massialot, 1692.
- Nouveau Traité de la Cuisine, Menon, 1739.
- La Cuisinière bourgeoise, Menon, 1746.
- La Science du Maître d’Hôtel cuisinier, avec des Observations sur la connaissance et la propriété des aliments, Menon', 1749.
- Les Soupers de la Cour, ou l’art de travailler toutes sortes d’aliments pour servir les meilleures tables, Menon, 1758.
- Traité historique et pratique de la Cuisine, Menon, 1758.
- Le Nouveau Cuisinier français, Manuel des Officiers de bouche, Menon, 1759.
- La Science du Maître d’hôtel confiseur, Menon, 1768.
- La science du Maître d'hôtel confiseur, Menon, 1768 Paris.
- La Cuisinière républicaine, (non attribué), 1794-1795, Paris.
- Le Cuisinier impérial, André Viard, 1806.
- L'Art de la cuisine au XIXe siècle, Marie-Antoine Carême, 1833.
- Urbain Dubois et Emile Bernard, « La cuisine classique : études pratiques, raisonnées et démonstratives de l'école française appliquée au service à la russe », Paris, 1856.
- Urbain Dubois, « Nouvelle cuisine bourgeoise pour la ville et pour la campagne », Paris, 1888.
- L'Économie culinaire, Philippe Édouard Cauderlier, 1861, Gand.
- Le Guide culinaire, Auguste Escoffier, 1903, Paris.
- Le Répertoire de la cuisine, Thomas Gringoire et Louis Saulnier, 1914.
- Le Livre de cuisine de Mme E. Saint-Ange, Marie Ebrard,1927, Paris.
- La Cuisine pour tous, Ginette Mathiot, 1932.
- Larousse gastronomique, Prosper Montagné, 1938.
- les bonnes recettes Françoise Bernard,1953, SEB-Astra et le Betty Bossi, 1956, Astra.
- L'Encyclopédie de la cuisine canadienne, Jehane Benoît, 1963.

### En catalan
- Llibre de Sent Soví, 1324

### En allemand
- Das Buoch von guoter Spise, (livre de la bonne nourriture), Michael de Leone, vers 1350.
- Lexikon der Küche, Hering, 1907, Vienne.
- le Betty Bossi, 1956, Astra.

### En anglais
- The Forme of Cury, vers 1390.
- Liber cure cocorum, vers 1430.
- A Proper New Book of Cookery, avant 1545 (site:Gode Cookery lire en ligne).
- Amelia Simmons, « American Cookery », 1796
- The Joy of Cooking, 1931.
- Mastering the Art of French Cooking, 1961-1970.
- Modernist Cuisine, 2011.

### En japonais
- Le Tofu Hyakuchin, 1782 (100 recettes à base de tofu), est un livre mêlant réflexion sur la cuisine et recettes à base de tofu, à l'origine d'une série de livres traitant d'autres ingrédients suivant le même plan, principalement publiés entre 1782 et 1850.

## Dans les bibliothèques que trouve-t-on?

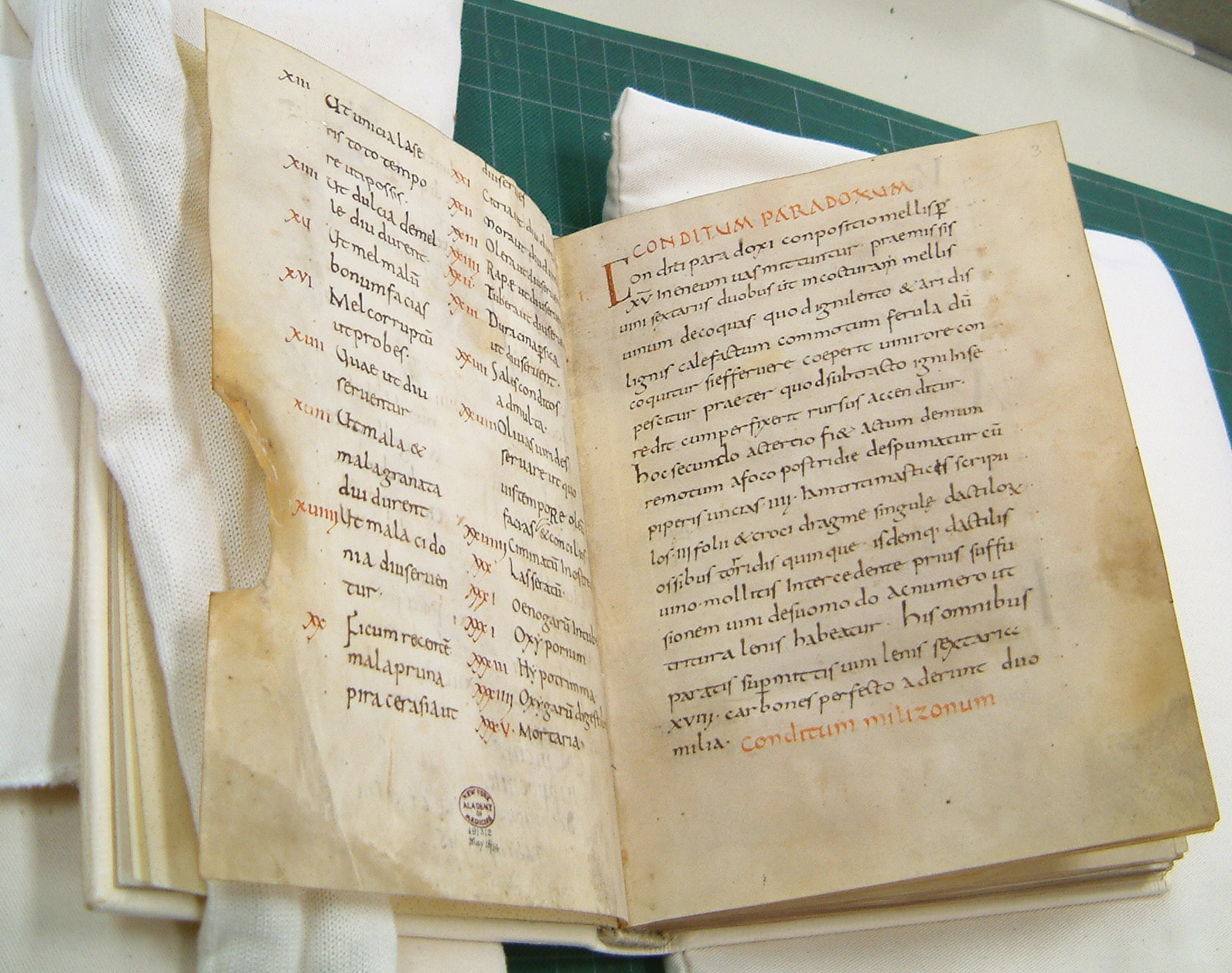
Le livre d'Apicius à l'Académie de médecine de New-York.

Les livres de cuisine anciens se trouvent tout autant dans les bibliothèques littéraires que dans les bibliothèques de médecine.
Dans les bibliothèques nationales des capitales des pays on trouve des ouvrages historiques d'époques anciennes sur les produits et les provenances, des journaux de ménagier (intendant s'occupant du ménage, de la maison). Certaines permettent de lire en ligne les ouvrages numérisés. Les numérisations sont des images parfois illisibles (inexploitables) sur des copies et des incunables détériorés.
Dans les bibliothèques municipales on trouve à emprunter ou lire sur place des recueils de recettes de chefs cuisiniers, des carnets de recettes régionales traditionnelles, on peut trouver des Atlas de la cuisine mondiale, des livres de CAP[Quoi ?], etc.